# 尼尔森翼鳕
尼尔森翼鳕（学名：Pteronisculus nielseni）一种已灭绝的辐鳍鱼，其化石发现于中国云南省罗平县中三叠世安尼期的海相地层中。种小名源自丹麦古生物学家艾伊尔·尼尔森的姓氏，以感谢其对东格陵兰地区早三叠世翼鳕属（Pteronisculus）研究的巨大贡献。本种是翼鳕属在亚洲的首次发现，也是翼鳕属在中三叠世地层中的首次发现。

## 特征
尼尔森翼鳕模式标本体长98毫米，短颞骨与鼻骨不相接；眶后长度为头长的57%；鳃盖骨高度是下鳃盖骨高度的3.5倍；相对较大的悬器角度40度；眶下骨2块，鳃条骨15对，无顶骨中外侧突，上颞骨无后内侧切迹，无鳃盖前骨，鳞式为D36–38/ P14, A29–30, C55–56/T60–61。